# Laurent Lécuyer
Laurent Lécuyer (* 20. August 1965 in Lausanne) ist ein ehemaliger Schweizer Autorennfahrer.

## Karriere im Motorsport
Laurent Lécuyer war in den 1990er-Jahren einige Jahre im GT- und Sportwagensport aktiv. Seinen ersten Renneinsatz hatte er beim 6-Stunden-Rennen von Vallelunga 1993, wo er den 20. Rang in der Gesamtwertung erreichte. Seine beste Platzierung war der vierte Rang beim 3-Stunden-Rennen von Zhuhai 1994. Partner im Porsche 911 Carrera RS waren die Brüder Christian und Oliver Haberthur.
1995 hatte er seinen einzigen Einsatz beim 24-Stunden-Rennen von Le Mans. Der von Emmanuel Clérico, Bernard Chauvin und Lécuyer gefahrene Venturi 600LM fiel nach einem Wagenbrand aus.

## Statistik

### Le-Mans-Ergebnisse
| Jahr | Team            | Fahrzeug      | Teamkollege      | Teamkollege     | Platzierung | Ausfallgrund |
| ---- | --------------- | ------------- | ---------------- | --------------- | ----------- | ------------ |
| 1995 | BBA Compétition | Venturi 600LM | Emmanuel Clérico | Bernard Chauvin | Ausfall     | Wagenbrand   |